# 国民の安心・安全と持続的な成長に向けた総合経済対策
国民の安心・安全と持続的な成長に向けた総合経済対策 ～全ての世代の現在・将来の賃金・所得を増やす～（こくみんのあんしん・あんぜんとじぞくかのうなせいちょうにむけたそうごうけいざいたいさく）は、自由民主党、公明党、国民民主党の3党で合意し、2024年11月22日に閣議決定された経済対策である。

## 構成
- 経済の現状・課題及び経済対策の基本的考え方
  1. 経済の現状・課題及び対応の方向性
日本は、この30年余りの間、バブル崩壊に伴う混乱やデフレ、世界的な金融危機、度重なる自然災害、新型コロナ禍などの難局に直面したが、国民の努力もあり、乗り越えてきた。その結果、名目GDPは600兆円、設備投資は100兆円をそれぞれ超え、賃金も33年ぶりの高い賃上げ率が実現したとされている。現在の日本経済は、長きにわたったコストカット型経済から脱却し、デフレに後戻りせず、「賃上げと投資が牽引する成長型経済」に移行できるかどうかの分岐点にあるとした。その上で安倍内閣の経済財政政策（アベノミクス）の成果の上に立ち、岸田内閣の「新しい資本主義」などを更に加速・発展していくとした。
  2. 経済対策の基本的な考え方
    1. 経済対策は、以下の3本の柱で構成し、予算、税制、財政投融資、規制・制度改革などを行っていく。
      1. 日本経済・地方経済の成長
ICT（情報通信技術）を駆使しながら、新たな地方創生施策（「地方創生2.0」）を展開する。
      2. 物価高の克服
      3. 国民の安心・安全の確保
- 国民の安心・安全と持続的な成長に向けた具体的施策
  1. 日本経済・地方経済の成長
    1. 賃上げ環境の整備
    2. 新たな地方創生施策（「地方創生2.0」）の展開
    3. 「投資立国」及び「資産運用立国」の実現

  2. 物価高の克服
    1. 足元の物価高に対するきめ細かい対応
    2. エネルギーコスト上昇に強い経済社会の実現

  3. 国民の安心・安全の確保
    1. 自然災害からの復旧・復興
    2. 防災・減災及び国土強靭化の推進
    3. 外交・安全保障環境の変化への対応
    4. 「誰一人取り残されない社会」の実現

## 評価
野田佳彦立憲民主党代表は「まずは、能登への支援がきちっと十分なものなのかどうかとか、物価高対策、これがしっかりとしているのかどうか。そういう観点からチェックをしていきたいと思うが、現時点のあらあらの文章で見る限りにおいては、例えば物価高対策については、政府の案は住民税非課税世帯への給付ということで、ワーキングプア層への支援が不十分ではないのかというような印象を持っている」と語っていた。